# Hans Bronsart von Schellendorff

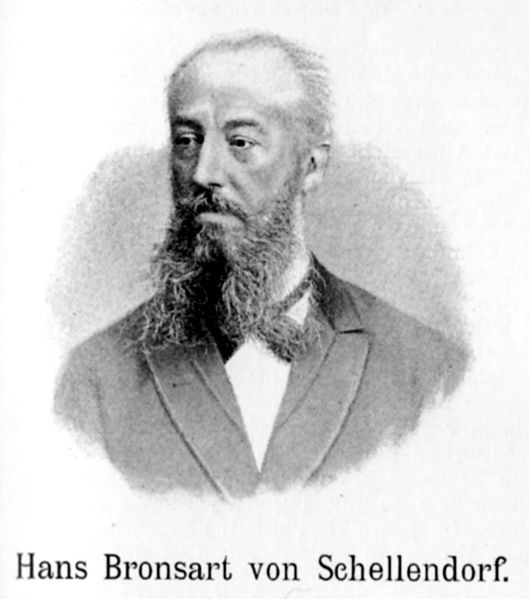
Retrato de Hans Bronsart von Schellendorff en un libro de 1893.

Hans Bronsart von Schellendorff, también conocido como Hans von Bronsart, (Berlín, Alemania, 11 de febrero de 1830 - Múnich, ibídem, 3 de noviembre de 1913) fue un pianista, compositor y director de orquesta alemán, que estudió con Franz Liszt.

## Biografía
Hans Bronsart von Schellendorff nació el 11 de febrero de 1830 en Berlín en el seno de una familia militar prusiana. Se educó en la Universidad de Berlín y estudió piano con Adolph Jullack. En 1853 se trasladó a Weimar, donde conoció a Franz Liszt y entabló una estrecha relación con todos los músicos del círculo de amistades del compositor húngaro en aquella época, incluyendo a Hector Berlioz y Johannes Brahms. Tal fue su estrecha relación con Liszt que fue Bronsart quien interpretó la parte solista en la primera representación del Segundo concierto para piano de Liszt en Weimar, bajo la dirección del propio compositor. Cuando se publicó el concierto, Liszt se lo dedicó a Bronsart. Después de varios años recibiendo clases de Liszt, trabajó como director de orquesta en Leipzig y Berlín y ocupó el cargo de director general del teatro real de Hanóver entre 1867 y 1887. Tuvo un puesto similar en Weimar desde 1887 hasta su retirada en 1895. También fue el presidente de la Allgemeiner Deutscher Musikverein entre 1888 y 1898 y fue miembro de la Nueva Escuela Alemana.
Conoció a su segunda mujer, Ingeborg Bronsart von Schellendorf (de soltera Ingeborg Lena Starck), también compositora, en Weimar y se casaron en 1861.
Bronsart von Schellendorff falleció el 3 de noviembre de 1913 en Múnich.